# 2381 Ланді
2381 Ланді (2381 Landi) — астероїд головного поясу, відкритий 3 січня 1976 року.
Тіссеранів параметр щодо Юпітера — 3,350.